# Зябейка
Зябейка — река в России, протекает по Татарстану. Устье реки находится в 34 км по левому берегу реки Дымка. Длина реки составляет 15 км, площадь водосборного бассейна 54 км².

## Данные водного реестра
По данным государственного водного реестра России относится к Камскому бассейновому округу, водохозяйственный участок реки — Ик от истока и до устья, речной подбассейн реки — бассейны притоков Камы до впадения Белой. Речной бассейн реки — Кама.
Код объекта в государственном водном реестре — 10010101312111100028169.